# Bohaté Málkovice
Bohaté Málkovice (jusqu'en 1923 : Německé Malkovice ; en allemand : Deutsch Malkowitz) est une commune du district de Vyškov, dans la région de Moravie-du-Sud, en République tchèque. Sa population s'élevait à 250 habitants en 2020.

## Géographie
Bohaté Málkovice se trouve à 10 km au sud-sud-est de Vyškov, à 30 km à l'est de Brno et à 211 km au sud-est de Prague.
La commune est limitée par Kučerov au nord, par Kozlany à l'est, par Kojátky au sud, et par Bučovice et Letonice à l'ouest.

## Histoire
La première mention écrite du village date de 1349.